# Claypool Hill (Virginia)
Claypool Hill es un lugar designado por el censo situado en el condado de Tazewell, Virginia  (Estados Unidos). Según el censo de 2010 tenía una población de 1776 habitantes.

## Demografía
Según el censo del 2000, Claypool Hill tenía 1719 habitantes, 710 viviendas, y 565 familias. La densidad de población era de 170,6 habitantes por km².
De las 710 viviendas en un 29,3 % vivían niños de menos de 18 años, en un 68 % vivían parejas casadas, en un 8,7 % mujeres solteras, y en un 20,4 % no eran unidades familiares. En el 18,9 % de las viviendas vivían personas solas el 7 % de las cuales correspondía a personas de 65 años o más que vivían solas. El número medio de personas viviendo en cada vivienda era de 2,42 y el número medio de personas que vivían en cada familia era de 2,74.
Por edades la población se repartía de la siguiente manera: un 20 % tenía menos de 18 años, un 6,6 % entre 18 y 24, un 27,1 % entre 25 y 44, un 33,7 % de 45 a 60 y un 12,6 % 65 años o más.
La edad media era de 42 años. Por cada 100 mujeres de 18 o más años había 89,3 hombres.
La renta media por vivienda era de 36 382 $ y la renta media por familia de 42 321 $. Los hombres tenían una renta media de 30 878 $ mientras que las mujeres 21 493 $. La renta per cápita de la población era de 19 588 $. En torno al 9,5 % de las familias y el 13,1 % de la población estaban por debajo del umbral de pobreza.

## Localidades adyacentes
El siguiente diagrama muestra a las localidades más próximas a Claypool Hill.